# Johannes de Laet
Johannes de Laet, latinisiert Ioannes Latius, (* 1581 in Antwerpen; † 1649 in Den Haag) war ein niederländischer Kaufmann, Historiker, Geograph und einer der Gründungsdirektoren der Niederländischen Westindien-Kompanie.

## Leben
Johannes de Laet, der Sohn eines Kaufmanns, zog 1585 als Kleinkind mit seiner Familie nach der Eroberung von Antwerpen durch die Spanier nach Amsterdam, wo er die Lateinschule besuchte. Ab 1597 studierte er in Leiden unter anderem bei Joseph Justus Scaliger (der nur ausgewählten Schülern Unterricht gab), mit dem er auch später korrespondierte. 1603 ging er nach London, wahrscheinlich um Erfahrungen als Kaufmann zu sammeln, und 1604 war er in Paris. Er heiratete in London die Tochter eines niederländischen Kaufmanns (van Loor), die aber 1606 starb. De Laet hatte sich 1605 erneut in Leiden immatrikuliert als Student der Theologie, wobei nicht bekannt ist, ob er einen Abschluss machte. Hauptsächlich lebte er damals in London und kehrte erst 1607 nach dem Tod seiner Frau nach Leiden zurück. 1608 heiratete er dort ein zweites Mal und aus dieser Ehe gingen über ein Dutzend Kinder hervor. 1618/19 wurde er von der Stadt Leiden auf die Dordrechter Synode entsandt. 1621 war er einer der 19 Gründungsdirektoren der holländischen Westindien-Kompanie in Amsterdam. Mit Unterstützung der Stadt Leiden sammelte er für die Beteiligung daran Kapital.
Neben seinem Beruf als Kaufmann veröffentlichte er mehrere Bücher. Am deutlichsten beschreibt er seine moderne Auffassung, wie Wissenschaft zu betreiben sei, in der Polemik mit Hugo Grotius. De Laet schrieb und veröffentlichte dazu 1643 seine Notae ad dissertationem Hugonis Grotii. In diesen Anmerkungen zur Dissertatio de origine gentium Americanarum (Abhandlung über den Ursprung der amerikanischen Völker) von Hugo Grotius kritisierte De Laet scharf dessen Ideen, wie sie in dessen Dissertatio dargelegt sind. Hugo Grotius hatte darin eine Theorie über den Ursprung der indigenen Sprachen in Amerika entwickelt. Laut Grotius, der übrigens über nur geringe Kenntnisse von Amerika und der amerikanischen Sprachen verfügte, war der Kontinent während einer germanischen Kolonisierung besiedelt worden. Er versuchte aufzuzeigen, dass alle Menschen tatsächlich von Adam und Eva und von Noah abstammen. Hugo Grotius glaubte, dass ihre Sprachen daher hebräische Einflüsse aufweisen müssten. De Laet widerlegte Grotius’ Ansichten über die europäischen und amerikanischen Sprachen. Die „indianischen“ Sprachen, so De Laet, zeigten keinerlei Ähnlichkeit mit Hebräisch, Griechisch, Latein oder einer modernen europäischen Sprache. De Laet wies auf die großen Unterschiede zwischen den europäischen und indianischen Sprachen und Kulturen hin und betonte die sehr unterschiedliche Flora und Fauna.
De Laet gab die Naturgeschichte von Plinius dem Älteren und die Bücher über Architektur von Vitruv heraus, veröffentlichte ein lateinisch-altenglisches Wörterbuch (er war an den Ursprüngen der niederländischen Sprache und ihrer Verbindung zum Altenglischen interessiert) und schrieb Geschichtsbücher, darunter eine Beschreibung Amerikas (Westindiens) in Niederländisch mit späteren Übersetzungen von De Laet ins Lateinische und Französische. Das Buch war sehr erfolgreich, sollte den Handel mit Amerika und dessen Kolonialisierung fördern und enthielt Karten und Beschreibungen von Pflanzen, Tieren, Geographie und Indianern. Die Karten waren vom Kartographen der Westindien- und der Ostindien-Kompanie Hessel Gerritsz, mit dem er auch unter anderem 1630 eine Karte von Florida herausgab.
De Laet ist auch bekannt als einer der Hauptautoren einer Buchreihe (Respublica) von Elsevier mit lateinischen Länderbeschreibungen. Von den 48 Bänden stammen 11 von ihm (England, Schottland, Spanien, Belgien, das Mogulreich in Indien, Persien, Frankreich, Türkei, Italien, Polen und baltische Staaten).
De Laet veröffentlichte auch Bücher über Kirchengeschichte, zum Beispiel über den Pelagianismus, und nicht zuletzt seine Expertise auf diesem Gebiet führten dazu, dass er Delegierter auf der Synode von Dordrecht wurde.
Er korrespondierte mit Gelehrten wie James Ussher, Olaus Wormius, William Camden, Henry Spelman, Abraham Wheelocke, dem britischen Botschafter in den Niederlanden William Boswell, Simonds D’Ewes, dem Londoner Antiquar John Morris, Samuel Ward und Patrick Young.
De Laet wurde in der Pieterskerk in Leiden beigesetzt.

## Schriften
- Nieuwe Wereldt ofte Beschrijvinghe van West-Indien, uit veelerhande Schriften ende Aen-teekeningen van verscheyden Natien. Bonaventure & Abraham Elseviers, Leiden 1625, 2. Auflage 1630 (Digitalisat).
  - Lateinische Ausgabe: Novus Orbis seu descriptionis Indiae Occidentalis Libri XVIII authore Joanne De Laet Antverp. Novis tabulis geographicis et variis animantium, Plantarum Fructuumque iconibus illustrati, 1633
  - Französische Ausgabe: L’Histoire du Nouveau Monde ou description des Indes Occidentales, contenant dix-huict livres, enrichi de nouvelles tables geographiqiues & figures des animaux, plantes & fruicts, 1640
- Historia naturalis Brasiliae. Hackius, Elsevier, Leiden / Amsterdam 1648.
- De imperii magni Mogolis sive India, 1631
  - englische Übersetzung von J. S. Hoyland: The empire of the great Mogul, Bombay 1928, Reprint 1974